# Los Olmos (Manzanera)
Los Olmos es una localidad perteneciente al municipio de Manzanera, en la comarca de Gúdar-Javalambre, provincia de Teruel, comunidad de Aragón. También es un camino de acceso hacia el Pico de Javalambre.

## Historia
El pueblo ha sufrido daños en la guerra civil española, siendo varias casas dañadas. Un ejemplo son 2 casas en la plaza de la Iglesia, aun con rastros de las balas. Otro es el campanario de la iglesia, que tiene una ligera inclinación después de ser reconstruida por los daños de la guerra civil española. Tradicionalmente las familias han vivido de la agricultura, ganadería, la matanza del cerdo y la elaboración del pan propio. Llegó a 193 habitantes en 1991

## Festivos
La fiesta del pueblo se celebra cada segundo domingo de junio, primero con una misa en la iglesia, y después una procesión, primero tirando una traca en frente de la iglesia, después sacando unas estatuas de Santa Bárbara y de la Inmaculada Concepción y yendo por las calles de alrededor. Se hace un banquete en el horno.

## Lugares
Los Olmos dispone de un frontón, un lavadero, un abrevadero, un horno, una iglesia con campanario, un cementerio, dos fuentes y un parque para niños. También dispone de varias calles y de unos apartamentos de cara a la montaña.

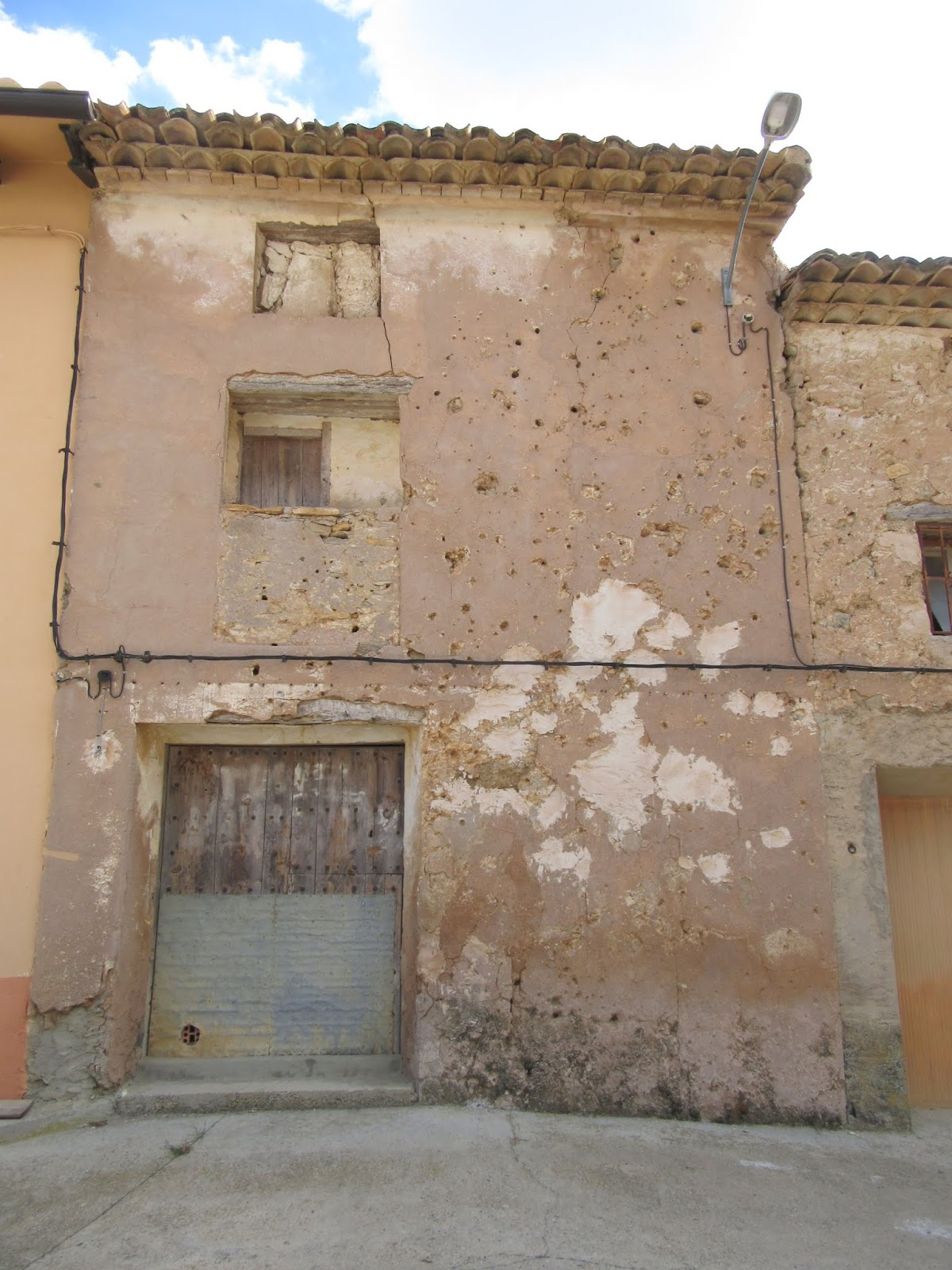
Casa dañada por balas de la guerra civil